# Edmund Cartwright
Edmund Cartwright (ur. 24 kwietnia 1743 w Marnham, Nottinghamshire, zm. 30 października 1823 w Hastings, Sussex) – wynalazca angielski. 
W 1786 opatentował krosno mechaniczne, w 1792 maszynę do wytwarzania przędzy czesankowej. Był jednym z pionierów rewolucji przemysłowej w Anglii.